# St. Bartholomäus (Kirchwalsede)

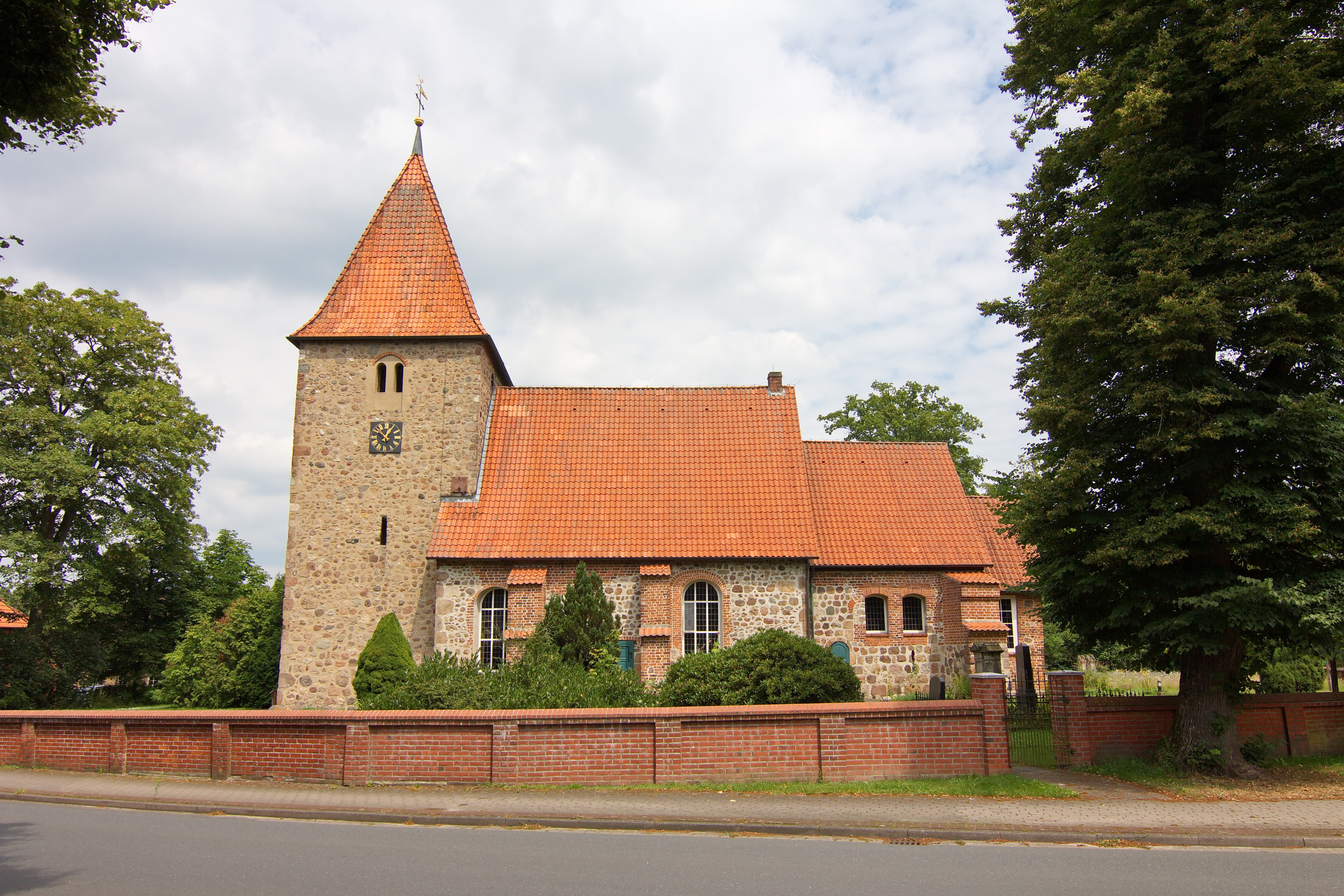
Kirchwalsede, St. Bartholomäus

Die evangelisch-lutherische Kirche St. Bartholomäus steht in Kirchwalsede, einer Gemeinde im Landkreis Rotenburg (Wümme) in Niedersachsen. Die Kirchengemeinde gehört zum Kirchenkreis Rotenburg (Wümme) im Sprengel Stade der Evangelisch-lutherischen Landeskirche Hannovers.

## Beschreibung

### Entstehung und Patronat
Die romanische Saalkirche wurde etwa 1150 von den Herren von Mandelsloh aus Feldsteinen erbaut. Die Familie von Mandelsloh hatte auch das Patronatsrecht über die Kirche, das sie bis zu ihrem Aussterben 1722 behielt. Dann ging es, bis 1871, auf den Landesherrn über.

### Das Kirchengebäude
Sie besteht aus einem Langhaus mit zwei Achsen, einem eingezogenen, quadratischen Chor und einer nur im Ansatz erhaltenen Apsis im Osten. Ihre Satteldächer sind von West nach Ost abwärts gestaffelt. Die Wände des Langhauses wurden in der ersten Hälfte des 13. Jahrhunderts erhöht und mit Strebepfeilern aus Backsteinen versehen, um den Gewölbeschub des Kreuzgratgewölbes des Innenraums aufzufangen. Das Langhaus und der Chor sind durch einen Chorbogen verbunden. Im 14. bis 15. Jahrhundert wurde an das Langhaus im Westen ein massiver, quadratischer, mit einem Pyramidendach bedeckter Kirchturm angebaut. Hinter den als Biforien ausgebildeten Klangarkaden befindet sich der Glockenstuhl. Das mit einem Bandrippengewölbe versehene Erdgeschoss des Turms ist mit dem Langhaus durch eine spitzbogige Öffnung verbunden. Die Emporen wurden 1687 eingebaut. 

### Die Ausstattung
Zur Kirchenausstattung gehört ein Altarretabel von 1670, das mit einfachem Knorpelwerk verziert ist. Aus derselben Werkstatt stammt die Kanzel mit Karyatiden an den Ecken, zwischen denen sich Reliefs mit der Darstellung der Kreuzigung und der vier Evangelisten befinden. 1878 bauten die Söhne von Philipp Furtwängler eine Orgel mit 647 Orgelpfeifen, zwölf Registern, zwei Manualen und einem Pedal. Paul Ott führte 1946 eine Restaurierung durch und änderte die Disposition. Die Werkstatt von Alfred Führer restaurierte das Instrument 1985 und stellte die ursprüngliche Disposition wieder her. 2007 wurde die Orgel erneut restauriert. Die kleinere der beiden Glocken im Turm stammt noch aus dem frühen 14. Jahrhundert.